# Partido judicial de Alcázar de San Juan
El partido judicial de Alcázar de San Juan es el partido judicial n.º 1 de la provincia de Ciudad Real. Abarca  los municipios ciudadrealeños de Alcázar de San Juan, Arenales de San Gregorio, Campo de Criptana, Herencia, Pedro Muñoz y Puerto Lápice,
Su capital se encuentra en Alcázar de San Juan. Concretamente sus tres juzgados de primera instancia e instrucción se encuentran en la calle Mediodía, número 8 de la citada localidad.
La extensión del partido es de 1383,27 km² y su población a 1 de enero de 2018 es de 61 625 habitantes.